# Joséphine Mézeray

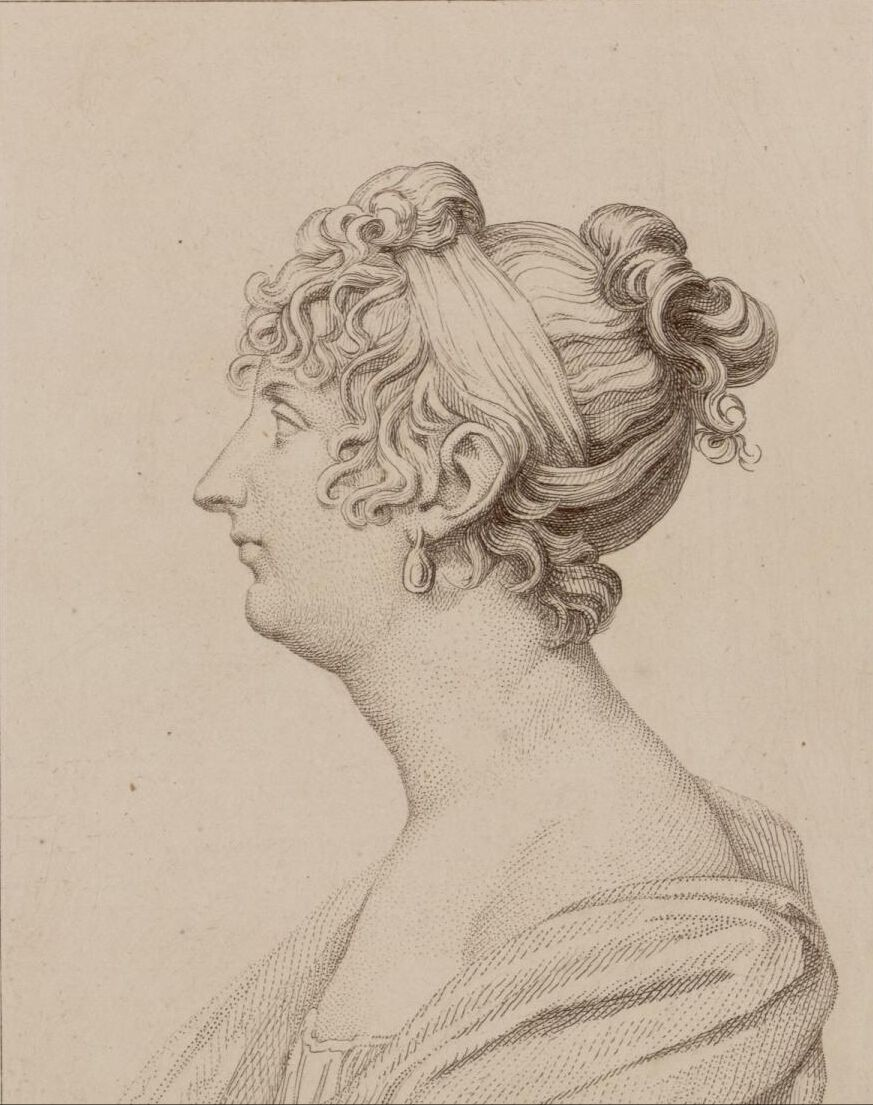
Mademoiselle Mézeray

Marie Antoinette Joséphine Mézeray, genannt Joséphine Mézeray, bekannt als Mademoiselle Mézeray (* 10. Mai 1774 in Paris; † 20. Juni 1823 ebenda), war eine französische Schauspielerin.
Sie war die Tochter von Jacques Mézeray, der an der Comédie-Française für den Getränkeausschank zuständig war. Über ihre schulische und schauspielerische Ausbildung ist nichts bekannt. Ihr Debüt an der Comédie hatte sie 1791 in der Rolle der Lucile in Louis de Boissys Drama Les Dehors Trompeurs. Sie erhielt dann in rascher Folge Rollen, die sie vollendet ausfüllte. Das hielt aber nicht lange an, denn sie war faul und hatte eine Vorliebe für oberflächliche Zerstreuung und Vergnügen.
Im Jahr 1793 begann die Terrorherrschaft und sie wurde zusammen mit ihrer Kollegin Mademoiselle Lange im Gefängnis Sainte-Pélagie inhaftiert. Die beiden Schauspielerinnen wurden in die Pension Belhomme, eine Privatklinik, die ebenfalls der Arrestierung von Regimegegnern diente, aber bessere Haftbedingungen bot, verlegt. Die beiden widmeten sich dort der Pflege psychisch Kranker und empfingen dort ihre Anhänger, die die Schauspielerinnen verehrten. 
Wieder auf freiem Fuß bekam Mézeray ein Engagement am Théâtre Feydeau und am Théâtre Louvois, an denen sie spielte, bis es 1798 erste Bemühungen gab, die Comédie neu zu gründen und sie 1799 sofort als Vollmitglied in die Société de la Comédie-Française aufgenommen wurde. Ihr standen nun alle Möglichkeiten offen, doch war sie wenig ambitioniert und wurde so die Zweitbesetzung für Émilie Contat, vertrat sie aber, bei Abwesenheit für Tourneen, in Rollen, wie beispielsweise der Liebhaberinnen. Sie spielte dabei wenig überzeugend und selbst ihr attraktives Äußeres konnte nicht über ihre mangelhafte Leistung hinwegtäuschen. Ihr wurde daher 1812 vom Ausschuss der Comédie auferlegt, sich hauptsächlich in der Rolle einer gütigen Mutter zu betätigen. Ihre nächste Hauptrolle sollte sie erst 1814 spielen, mit der sie bei den Kollegen durchfiel und sich dadurch gezwungen sah, die Obrigkeit einzuschalten, damit sie in Pension versetzt wurde.
Sie erhielt fortan 5000 Livre Pension, was aber für ihren Lebensstil nicht ausreichend war. Ihre Verehrer hatten sich abgewandt und ihre Gläubiger setzten ihr zu. Sie begann zu trinken und verlor die Kontrolle über ihr Leben und so fand man sie eines Morgens, fast nackt, im Straßengraben des Boulevard des Invalides, in dem sie wohl schon die ganze Nacht steckte und lediglich ihr Hund hatte sie durch sein Bellen gerettet. Sie kam in eine Nervenheilanstalt am Montmartre, in der sie zwei Tage später starb.
Es wurde kolportiert, dass sie sich betrunken, absichtlich in den Graben warf, um sich das Leben zu nehmen.